# Kenan Thompson
Kenan Thompson (/ˈkiːnən/ 10 de maig de 1978) és un doblador, actor, humorista i cantant estatunidenc. Thompson va començar la seua carrera d'actor a principis dels 1990, i va aconseguir certa fama com a membre del repartiment de la sèrie d'esquetxos de Nickelodeon, All That ('Tot això i més').
A principis de la seua carrera va col·laborar amb el seu company de repartiment a All That, Kel Mitchell. El 1996 van protagonitzar la seua pròpia sitcom Kenan & Kel (1996 – 2000). Ha sigut membre de l'elenc d'actors del programa d'esquetxos de la NBC Saturday Night Live des de 2003, i és l'actor que ha passat més temps al late-show, superant a Darrell Hammond. Thompson també és conegut per els seus papers a la franquícia The Mighty Ducks, a Good Burger, i com el personatge protagonista a la pel·lícula de 2004 El gran Albert.
Va rebre un Premi Primetime Emmy de tres nominacions, i està en el lloc nº88 del rànquing de la VH1 de les 100 Greatest Teen Stars.

## Filmografia

### Cinema
| Any          | Títol                                         | Paper                 | Notes         |
| ------------ | --------------------------------------------- | --------------------- | ------------- |
| 1994         | D2: The Mighty Ducks                          | Russ Tyler            |               |
| 1995         | Heavyweights                                  | Roy                   |               |
| 1996         | D3: The Mighty Ducks                          | Russ Tyler            |               |
| 1997         | Good Burger                                   | Dexter Reed           |               |
| 2000         | Les aventures de Rocky i Bullwinkle           | Lewis                 |               |
| 2002         | Big Fat Liar                                  | Convidat a una festa  |               |
| 2002         | The Master of Disguise                        | Tipus en un ordinador |               |
| 2003         | L'amor no costa res (Love Don't Cost a Thing) | Walter Colley         |               |
| 2003         | My Boss's Daughter                            | Hans                  |               |
| 2004         | Barbershop 2: Back in Business                | Kenard                |               |
| 2004         | El gran Albert (Fat Albert)                   | El gran Albert        |               |
| 2006         | Serps a l'avió (Snakes on a Plane)            | Troy                  |               |
| 2008         | Space Chimps                                  | Director de circ      | Veu           |
| 2008         | Wieners                                       | Wyatt                 |               |
| 2009         | Stan Helsing                                  | Teddy                 |               |
| 2011         | Els barrufets (The Smurfs)                    | Barrufet Avariciós    | Veu           |
| 2012         | The Magic of Belle Isle                       | Henry                 |               |
| 2013         | The Smurfs 2                                  | Barrufet Avariciós    | Veu           |
| 2014         | They Came Together                            | Teddy                 |               |
| 2014         | Opposite Sex                                  | Mitch                 |               |
| 2016         | Rock Dog                                      | Riff                  | Veu           |
| 2016         | Brother Nature                                | Miesha                |               |
| 2017         | Un cop amb estil                              | Keith Schonfield      |               |
| 2018         | The Grinch                                    | Bricklebaum           | Veu           |
| 2019         | El parc màgic (Wonder Park)                   | Gus                   | Veu           |
| 2019         | Playmobil: The Movie                          | Bloodbones            | Veu           |
| 2020         | Trolls World Tour                             | Tiny Diamond          | Veu           |
| Per anunciar | Spinning Gold                                 | Berry Gordy           | Postproducció |
| Per anunciar | Hubie Halloween                               |                       | Postproducció |